# Ігор Кіяшко
Ігор Кіяшко (Лубни, Полтавська область) — український юрист, політичний в'язень у Російській Федерації з 2018 року.

## Біографія
Юриста Ігоря Кіяшка затримали 10 квітня 2018 року в Нижньому Новгороді, коли той приїхав туди по ліки для свого сина. За версією ФСБ, Кіяшко мав намір контрабандою вивезти деталі двигунів військових літаків (МіГ) і збирав документи з установки зенітно-ракетних комплексів С-400, що випускає Нижньогородський машинобудівний завод концерну «Алмаз-Антей». У СБУ назвали обвинувачення безпідставними, а адвокат Кіяшка Олексій Матасов сказав, що вважає вирок досить м'яким і не буде його оскаржувати. У грудні 2018 року суд виніс Ігореві Кіяшкові вирок — 8 років колонії суворого режиму.

## Сім'я
Ігор Кіяшко має дружину Марину та сина.